# UCI Track Champions League 2023
Die UCI Track Champions League 2023 war die dritte Austragung dieser Veranstaltungsserie im Bahnradsport.
Die Austragung wurde im Vergleich zum Vorjahr um einen Monat vorgezogen aufgrund des Termins der Bahnradsport-Weltmeisterschaften 2023, die in diesem Jahr an einem früheren Termin stattgefunden hatte. Das Programm und die Wettkampfstätten waren identisch zum Vorjahr.
An jedem Wettkampftag wurde das gleiche Rennprogramm gefahren, in einem kompakteren Format als sonst im Bahnradsport üblich. Es gab vier Wertungen, und zwar im Kurzzeit- und im Ausdauerbereich jeweils für Frauen und Männer. Die Teilnehmer sammelten Punkte, wobei in der Kurzzeit-Wertung Sprint und Keirin ausgefahren wurde und in der Ausdauer-Wertung ein Ausscheidungsfahren und ein Scratchrennen. Pro Wertung gingen jeweils 18 Teilnehmer an den Start. Die Teilnehmer wurden teils nach den Ergebnissen der Weltmeisterschaften, teils nach Ermessen der Veranstalter bestimmt.

## Austragungsorte
| Datum            | Ort                                             |
| ---------------- | ----------------------------------------------- |
| 21. Oktober      | Velòdrom Illes Balears in Palma                 |
| 28. Oktober      | Velodrom in Berlin                              |
| 4. November      | Vélodrome National in Saint-Quentin-en-Yvelines |
| 10.–11. November | Lee Valley Velodrome in London                  |

## Qualifikation
Laut den Veranstaltern sollten sich die Teilnehmer hauptsächlich über die Bahnradsport-Weltmeisterschaften 2023 qualifizieren. Im Kurzzeitbereich sollten sich die ersten Sechs in den Wettbewerben Sprint und Keirin, im Ausdauerbereich jeweils die ersten Drei im Scratch, Ausscheidungsfahren, Omnium und Punktefahren qualifizieren, hinzu kamen die Weltranglisten-Ersten in Sprint und Keirin einerseits bzw. Scratch und Ausscheidungsfahren andererseits. Dazu sollten in jeder Liga vier Wildcards vergeben werden.
Die Liste der Teilnehmer wurde letztlich am 11. und 12. Oktober bekanntgegeben, also zehn Tage vor dem ersten Lauf. Wie schon im Vorjahr hatte weniger als die Hälfte der sportlich qualifizierten Fahrerinnen und Fahrer ihre Startplätze tatsächlich wahrgenommen, im Frauen-Ausdauerbereich keine einzige. Nach welchen Kriterien die meisten Teilnehmer ausgewählt wurden, blieb somit unklar.
Aus dem D-A-CH-Bereich waren die Deutschen Alessa-Catriona Pröpster, Theo Reinhardt, der Schweizer Claudio Imhof und der Österreicher Maximilian Schmidbauer dabei.

## Austragungsmodus
Der Austragungsmodus der einzelnen Rennen war gegenüber dem Vorjahr unverändert. Die Ausdauer-Wettbewerbe bestanden aus Scratch und Ausscheidungsfahren und wurden in nur einem Lauf ausgetragen. Die Kurzzeit-Wettbewerbe bestanden aus Sprint und Keirin. Der Sprint wurde in drei Runden ausgetragen: In sechs Vorläufen qualifizierte sich jeweils der Sieger fürs Halbfinale, und die Sieger der beiden Halbfinals bestritten das Finale. Im Keirin wurden drei Vorläufe ausgetragen, wobei sich die beiden Ersten fürs Finale qualifizierten. Die ersten 15 jeder Disziplin erhielten folgende Punktzahlen:
| Platzierung | 1  | 2  | 3  | 4  | 5  | 6  | 7 | 8 | 9 | 10 | 11 | 12 | 13 | 14 | 15 | 16–18 |
| ----------- | -- | -- | -- | -- | -- | -- | - | - | - | -- | -- | -- | -- | -- | -- | ----- |
| Punkte      | 20 | 17 | 15 | 13 | 11 | 10 | 9 | 8 | 7 | 6  | 5  | 4  | 3  | 2  | 1  | 0     |

## Frauen Kurzzeit

### Teilnehmerinnen
- Ellesse Andrews
- Martha Bayona
- Alla Bilezka
- Sophie Capewell
- Nicky Degrendele
- Emma Finucane
- Daniela Gaxiola
- Lauriane Genest
- Ruby Huisman
- Miglė Lendel
- Katy Marchant
- Kelsey Mitchell
- Alessa-Catriona Pröpster
- Ellie Stone
- Lowri Thomas
- Miriam Vece
- Orla Walsh
- Wang Lijuan

Titelverteidigerin Mathilde Gros trat nicht wieder an. Die deutschen Teamsprint-Weltmeisterinnen Emma Hinze, Lea Sophie Friedrich und Pauline Grabosch verzichteten auf eine Teilnahme mit Verweis auf die anstehende Olympia-Qualifikation.

### Sprint
| Ort                       | Siegerin                 | Zweite          | Dritte                   |
| ------------------------- | ------------------------ | --------------- | ------------------------ |
| Palma                     | Alessa-Catriona Pröpster | Emma Finucane   | Martha Bayona            |
| Berlin                    | Ellesse Andrews          | Katy Marchant   | Emma Finucane            |
| Saint-Quentin-en-Yvelines | Ellesse Andrews          | Kelsey Mitchell | Martha Bayona            |
| London 1                  | Alessa-Catriona Pröpster | Katy Marchant   | Emma Finucane            |
| London 2                  | Ellesse Andrews          | Martha Bayona   | Alessa-Catriona Pröpster |

### Keirin
| Ort                       | Siegerin                 | Zweite                   | Dritte                   |
| ------------------------- | ------------------------ | ------------------------ | ------------------------ |
| Palma                     | Ellesse Andrews          | Martha Bayona            | Alessa-Catriona Pröpster |
| Berlin                    | Ellesse Andrews          | Alessa-Catriona Pröpster | Lowri Thomas             |
| Saint-Quentin-en-Yvelines | Alessa-Catriona Pröpster | Nicky Degrendele         | Ellesse Andrews          |
| London 1                  | Martha Bayona            | Ellesse Andrews          | Emma Finucane            |
| London 2                  | Ellesse Andrews          | Martha Bayona            | Emma Finucane            |

### Gesamtwertung
Daniela Gaxiola konnte zur ersten Runde in Palma nicht antreten, da sie noch bei den Panamerikanischen Spielen 2023 im Einsatz war. Dasselbe galt für Martha Bayona in der zweiten Runde.
| Pos. | Fahrerin                 | Pal | Ber | SQY | L1 | L2 | Σ   |
| ---- | ------------------------ | --- | --- | --- | -- | -- | --- |
| 1.   | Ellesse Andrews          | 30  | 40  | 35  | 28 | 40 | 173 |
| 2.   | Alessa-Catriona Pröpster | 35  | 30  | 31  | 30 | 28 | 154 |
| 3.   | Martha Bayona            | 32  | —   | 28  | 33 | 34 | 127 |
| 4.   | Emma Finucane            | 24  | 23  | 16  | 30 | 21 | 114 |
| 5.   | Wang Lijuan              | 15  | 17  | 13  | 22 | 22 | 89  |
| 6.   | Nicky Degrendele         | 16  | 18  | 27  | 12 | 15 | 88  |
| 7.   | Katy Marchant            | 13  | 20  | 9   | 25 | 17 | 84  |
| 8.   | Kelsey Mitchell          | 21  | 18  | 21  | 27 | 4  | 71  |
| 9.   | Miriam Vece              | 7   | 19  | 10  | 23 | 17 | 66  |
| 10.  | Lauriane Genest          | 17  | 13  | 6   | 9  | 19 | 64  |
| 11.  | Sophie Capewell          | 16  | 10  | 18  | 8  | 10 | 62  |
| 12.  | Lowri Thomas             | 7   | 26  | 14  | 10 | 5  | 62  |
| 13.  | Daniela Gaxiola          | —   | 10  | 12  | 21 | 16 | 59  |
| 14.  | Orla Walsh               | 12  | 4   | 5   | 3  | 7  | 31  |
| 15.  | Alla Bilezka             | 8   | 2   | 1   | 9  | 5  | 25  |
| 16.  | Miglė Lendel             | 4   | 8   | 12  | —  | —  | 24  |
| 17.  | Ellie Stone              | 4   | 2   | 2   | 2  | 2  | 12  |
| 18.  | Ruby Huisman             | 1   | 2   | 2   | 0  | 0  | 5   |

## Frauen Ausdauer

### Teilnehmerinnen
- Katie Archibald
- Olivija Baleišytė
- Maaike Brandwagt
- Maggie Coles-Lyster
- Emma Cumming
- Neah Evans
- Antonieta Gaxiola
- Lara Gillespie
- Hélène Hesters
- Dannielle Khan
- Sophie Lewis
- Kate Richardson
- Francesca Selva
- Petra Ševčíková
- Anita Stenberg
- Sarah Van Dam
- Lily Williams
- Amalie Winther Olsen

### Scratch
| Ort                       | Siegerin       | Zweite              | Dritte              |
| ------------------------- | -------------- | ------------------- | ------------------- |
| Palma                     | Lily Williams  | Katie Archibald     | Maggie Coles-Lyster |
| Berlin                    | Lily Williams  | Sarah Van Dam       | Anita Stenberg      |
| Saint-Quentin-en-Yvelines | Sarah Van Dam  | Maggie Coles-Lyster | Katie Archibald     |
| London 1                  | Dannielle Khan | Lily Williams       | Sophie Lewis        |
| London 2                  | Neah Evans     | Lara Gillespie      | Olivija Baleišytė   |

### Ausscheidungsfahren
| Ort                       | Siegerin        | Zweite              | Dritte          |
| ------------------------- | --------------- | ------------------- | --------------- |
| Palma                     | Katie Archibald | Anita Stenberg      | Lily Williams   |
| Berlin                    | Katie Archibald | Maggie Coles-Lyster | Anita Stenberg  |
| Saint-Quentin-en-Yvelines | Katie Archibald | Anita Stenberg      | Lara Gillespie  |
| London 1                  | Katie Archibald | Anita Stenberg      | Lara Gillespie  |
| London 2                  | Lara Gillespie  | Anita Stenberg      | Katie Archibald |

### Gesamtwertung
Antioneta Gaxiola trat zur zweiten Runde in Berlin nicht an, da sie bei den Panamerikanischen Spielen 2023 im Einsatz war.
| Pos. | Fahrerin             | Pal | Ber | SQY | L1 | L2 | Σ   |
| ---- | -------------------- | --- | --- | --- | -- | -- | --- |
| 1.   | Katie Archibald      | 37  | 30  | 35  | 30 | 28 | 160 |
| 2.   | Anita Stenberg       | 30  | 30  | 30  | 30 | 25 | 145 |
| 3.   | Lily Williams        | 35  | 26  | 20  | 26 | 21 | 128 |
| 4.   | Lara Gillespie       | 12  | 26  | 24  | 24 | 37 | 123 |
| 5.   | Maggie Coles-Lyster  | 28  | 28  | 26  | 21 | 18 | 121 |
| 6.   | Sarah Van Dam        | 12  | 26  | 28  | 17 | 17 | 100 |
| 7.   | Dannielle Khan       | 21  | 13  | 16  | 26 | 10 | 86  |
| 8.   | Petra Ševčíková      | 17  | 18  | 21  | 14 | 14 | 84  |
| 9.   | Neah Evans           | 16  | 12  | —   | 19 | 29 | 76  |
| 10.  | Olivija Baleišytė    | 13  | 13  | 13  | 7  | 25 | 71  |
| 11.  | Sophie Lewis         | 9   | 15  | 15  | 16 | 13 | 68  |
| 12.  | Kate Richardson      | 15  | 8   | 2   | 8  | 8  | 41  |
| 13.  | Hélène Hesters       | 2   | 8   | 10  | 9  | 4  | 33  |
| 14.  | Emma Cumming         | 11  | 3   | 5   | 5  | 2  | 26  |
| 15.  | Amalie Winther Olsen | 0   | 3   | 6   | 7  | 0  | 16  |
| 16.  | Francesca Selva      | 1   | 3   | 4   | 1  | 3  | 12  |
| 17.  | Antonieta Gaxiola    | 1   | —   | 7   | 3  | 1  | 12  |
| 18.  | Maaike Brandwagt     | 2   | 0   | 0   | 0  | 7  | 9   |

## Männer Kurzzeit

### Teilnehmer
- Esow Alban
- Sam Dakin
- Tom Derache
- Nien Hsing-hsieh
- Michail Jakowlew
- Daan Kool
- Ronaldo Laitonjam
- Melvin Landerneau
- Harrie Lavreysen
- Vasilijus Lendel
- Tijmen van Loon
- Kevin Quintero
- Matthew Richardson
- Lars Romijn
- Mateusz Rudyk
- Callum Saunders
- Jean Spies
- Joseph Truman

### Sprint
| Ort                       | Sieger             | Zweiter            | Dritter            |
| ------------------------- | ------------------ | ------------------ | ------------------ |
| Palma                     | Harrie Lavreysen   | Tom Derache        | Mateusz Rudyk      |
| Berlin                    | Harrie Lavreysen   | Mateusz Rudyk      | Matthew Richardson |
| Saint-Quentin-en-Yvelines | Matthew Richardson | Harrie Lavreysen   | Mateusz Rudyk      |
| London 1                  | Harrie Lavreysen   | Matthew Richardson | Mateusz Rudyk      |
| London 2                  | Matthew Richardson | Harrie Lavreysen   | Callum Saunders    |

### Keirin
| Ort                       | Sieger           | Zweiter            | Dritter            |
| ------------------------- | ---------------- | ------------------ | ------------------ |
| Palma                     | Harrie Lavreysen | Kevin Quintero     | Matthew Richardson |
| Berlin                    | Harrie Lavreysen | Matthew Richardson | Tom Derache        |
| Saint-Quentin-en-Yvelines | Harrie Lavreysen | Mateusz Rudyk      | Matthew Richardson |
| London 1                  | Kevin Quintero   | Harrie Lavreysen   | Matthew Richardson |
| London 2                  | Harrie Lavreysen | Matthew Richardson | Mateusz Rudyk      |

### Gesamtwertung
Kevin Quintero trat zur zweiten Runde in Berlin nicht an, da er bei den Panamerikanischen Spielen 2023 im Einsatz war.
| Pos. | Fahrer             | Pal | Ber | SQY | L1 | L2 | Σ   |
| ---- | ------------------ | --- | --- | --- | -- | -- | --- |
| 1.   | Harrie Lavreysen   | 40  | 40  | 37  | 37 | 37 | 191 |
| 2.   | Matthew Richardson | 26  | 32  | 35  | 32 | 37 | 162 |
| 3.   | Mateusz Rudyk      | 21  | 30  | 32  | 25 | 26 | 134 |
| 4.   | Tom Derache        | 30  | 26  | 11  | 17 | 9  | 93  |
| 5.   | Sam Dakin          | 8   | 13  | 20  | 19 | 21 | 81  |
| 6.   | Kevin Quintero     | 20  | —   | 17  | 33 | 10 | 80  |
| 7.   | Joseph Truman      | 18  | 7   | 19  | 14 | 19 | 77  |
| 8.   | Callum Saunders    | 8   | 22  | 15  | 15 | 17 | 77  |
| 9.   | Vasilijus Lendel   | 13  | 13  | 12  | 12 | 16 | 66  |
| 10.  | Michail Jakowlew   | 9   | 21  | 2   | 17 | 6  | 55  |
| 11.  | Jean Spies         | 10  | 7   | 17  | 12 | 10 | 49  |
| 12.  | Melvin Landerneau  | 8   | 11  | 11  | 6  | 10 | 46  |
| 13.  | Daan Kool          | 0   | 7   | 18  | 6  | 10 | 41  |
| 14.  | Tijmen van Loon    | 17  | 9   | 3   | 1  | 9  | 39  |
| 15.  | Nien Hsing-hsieh   | 9   | 6   | 4   | 8  | 10 | 37  |
| 16.  | Lars Romijn        | 10  | 11  | 5   | 2  | 5  | 33  |
| 17.  | Esow Alban         | 10  | 1   | 11  | 5  | 4  | 31  |
| 18.  | Ronaldo Laitonjam  | 5   | 6   | —   | 1  | 6  | 18  |

## Männer Ausdauer

### Teilnehmer
- Dylan Bibic
- Matthijs Büchli
- Tuur Dens
- Roy Eefting
- Mathias Guillemette
- Tobias Hansen
- Eiya Hashimoto
- Philip Heijnen
- Jules Hesters
- Gavin Hoover
- Claudio Imhof
- Quentin Lafargue
- Sebastián Mora
- William Perrett
- Theo Reinhardt
- Maximilian Schmidbauer
- Mark Stewart
- William Tidball

### Scratch
| Ort                       | Sieger         | Zweiter                | Dritter        |
| ------------------------- | -------------- | ---------------------- | -------------- |
| Palma                     | Eiya Hashimoto | Mark Stewart           | Tuur Dens      |
| Berlin                    | Dylan Bibic    | Maximilian Schmidbauer | Tobias Hansen  |
| Saint-Quentin-en-Yvelines | Dylan Bibic    | Mathias Guillemette    | Tuur Dens      |
| London 1                  | Roy Eefting    | Dylan Bibic            | Tobias Hansen  |
| London 2                  | Mark Stewart   | William Perrett        | Sebastián Mora |

### Ausscheidungsfahren
| Ort                       | Sieger          | Zweiter         | Dritter         |
| ------------------------- | --------------- | --------------- | --------------- |
| Palma                     | Dylan Bibic     | William Tidball | Jules Hesters   |
| Berlin                    | Jules Hesters   | Eiya Hashimoto  | William Tidball |
| Saint-Quentin-en-Yvelines | Dylan Bibic     | Jules Hesters   | Sebastián Mora  |
| London 1                  | William Tidball | Jules Hesters   | Sebastián Mora  |
| London 2                  | Tuur Dens       | Jules Hesters   | Philip Heijnen  |

### Gesamtwertung
| Pos. | Fahrer                 | Pal | Ber | SQY | L1 | L2 | Σ   |
| ---- | ---------------------- | --- | --- | --- | -- | -- | --- |
| 1.   | Dylan Bibic            | 25  | 31  | 40  | 20 | 15 | 131 |
| 2.   | William Tidball        | 20  | 24  | 23  | 33 | 17 | 117 |
| 3.   | Jules Hesters          | 17  | 25  | 28  | 23 | 20 | 113 |
| 4.   | Mark Stewart           | 21  | 16  | 22  | 12 | 33 | 104 |
| 5.   | Philip Heijnen         | 18  | 16  | 15  | 23 | 28 | 100 |
| 6.   | Eiya Hashimoto         | 31  | 28  | 10  | 17 | 7  | 93  |
| 7.   | Tobias Hansen          | 5   | 25  | 16  | 25 | 20 | 91  |
| 8.   | Tuur Dens              | 24  | 1   | 19  | 16 | 29 | 89  |
| 9.   | Sebastián Mora         | 22  | —   | 20  | 24 | 23 | 89  |
| 10.  | Mathias Guillemette    | 15  | 7   | 26  | 8  | 8  | 64  |
| 11.  | Roy Eefting            | 7   | 15  | 1   | 20 | 15 | 58  |
| 12.  | William Perrett        | 20  | 3   | 6   | 6  | 17 | 52  |
| 13.  | Gavin Hoover           | 0   | 15  | 14  | 15 | 4  | 48  |
| 14.  | Maximilian Schmidbauer | 13  | 20  | 2   | 6  | 2  | 43  |
| 15.  | Theo Reinhardt         | 1   | 9   | 5   | 12 | 12 | 39  |
| 16.  | Matthijs Büchli        | 3   | 17  | 12  | —  | —  | 32  |
| 17.  | Claudio Imhof          | 16  | 6   | —   | 0  | 6  | 28  |
| 18.  | Quentin Lafargue       | 4   | 4   | 3   | 2  | 6  | 19  |